# Trichopoda subcilipes
Trichopoda subcilipes är en tvåvingeart som beskrevs av Macquart 1843. Trichopoda subcilipes ingår i släktet Trichopoda och familjen parasitflugor.
Artens utbredningsområde är Franska Guyana. Inga underarter finns listade i Catalogue of Life.